# Sintea Mare (gmina)
Sintea Mare – gmina w Rumunii, w okręgu Arad. Obejmuje miejscowości Adea, Sintea Mare i Țipar. W 2011 roku liczyła 3742 mieszkańców.